# بيتا إفريقي
بيتا أفريقي (الاسم العلمي: Pitta angolensis) (بالإنجليزية: African Pitta)‏ هي نوع من الطيور تتبع جنس البيتا من فصيلة طيور البيتا.